# Dieter Mehnert
Dieter Mehnert (* 28. Februar 1932 in Dresden) ist ein deutscher Politiker (SPD).
Dieter Mehnert machte eine Lehre als Maschinenschlosser, die er 1949 mit der Gesellenprüfung abschloss. Anschließend besuchte er die Fachschule für Nahrungs- und Genußmittelmaschinenbau in Dresden und schloss 1954 als Ing.grad. ab. Er studierte an der Humboldt-Universität zu Berlin, wo er 1967 erst Diplom-Ingenieur und schließlich 1978 Dr.-Ing. wurde. Mehnert arbeitete im Institut für Milchwirtschaft in Oranienburg.
Im Zuge der Wende in der DDR trat Mehnert 1990 der Sozialdemokratischen Partei (SDP) bei. Bei der ersten freien Ost-Berliner Wahl im Mai 1990 wurde er in die Berliner Stadtverordnetenversammlung gewählt. Auch bei der nun gemeinsamen Wahl im Dezember 1990 konnte er das Direktmandat im Wahlkreis 6 im Bezirk Prenzlauer Berg gewinnen. 1995 schied Mehnert aus dem Parlament aus.